# Łuna 13
Łuna 13 – jedna z bezzałogowych sond kosmicznych radzieckiego programu Łuna. Została wystrzelona 21 grudnia 1966 w kierunku Księżyca z kosmodromu Bajkonur w Kazachstanie. Był to trzeci statek kosmiczny, któremu udało się miękko wylądować na powierzchni Księżyca.

## Konstrukcja próbnika
Lądownik wyglądem przypominał swoją poprzedniczkę Łunę 9, lecz został wyposażony dodatkowo w dwa wysięgniki rozpostarte w przeciwnych kierunkach, wysunięte na odległość około 1,5 m od próbnika. Na końcu jednego z nich znajdował się gruntomierz, na zakończeniu drugiego – gęstościomierz izotopowy. Zakończenie gruntomierza wbiło się za pomocą układu pirotechnicznego w powierzchnię gruntu na około 30 cm. Gęstościomierz działał na zasadzie pomiaru promieniowania izotopu cezu (137Cs), rozproszonego na gruncie księżycowym. Łunę 13 zaopatrzono także w detektor promieniowania korpuskularnego oraz w panoramiczną kamerę telewizyjną. Do łączności z Ziemią służyły cztery anteny w postaci prętów typu masztowego oraz wieniec czterech trójkątnych tzw. anten płatkowych.

## Przebieg misji
24 grudnia 1966 roku Łuna 13, po 80 godzinach lotu, o godzinie 18:01 GMT, osiadła w odległości około 400 km na północ od lądowiska sondy Łuny 9, w miejscu o współrzędnych 18,87°N 62,05°W, na Oceanie Burz. Wkrótce po tym, jak lądownik osiadł na ustalonym miejscu, wysunął anteny i rozpoczął nadawać sygnały radiowe. Pierwsze informacje dotarły na Ziemię już w cztery minuty po lądowaniu. 25 i 26 grudnia przekazywano całe zdjęcia i panoramy. Oś kamery była nachylona pod kątem 16° względem pionu. Pozwoliło to w czasie każdej serii zdjęć na stopniowe zbliżanie kamery do powierzchni Księżyca. Dzięki temu uzyskano pewne obrazy z odległości mniejszej niż jeden metr. Na zdjęciach tych dostrzegalne były szczegóły o rozmiarach około 1 mm. Każdy obraz wymagał ok. 1,5 godziny transmisji. Sonda była także wyposażona w liczne urządzenia, które sprawdzały właściwości fizyczne odbijania promieniowania kosmicznego na powierzchni Księżyca. Dane te zostały przesłane 28 grudnia 1966 r.
Łuna 13 stała się trzecim statkiem kosmicznym wysłanym przez człowieka, który miękko lądował na powierzchni Księżyca.
Sonda łącznie przekazała pięć panoram księżycowej powierzchni. Zdjęcia były zdecydowanie lepszej jakości, niż te zrobione przez poprzednika – Łunę 9. Jedna z dwóch zamontowanych na pokładzie kamer, służąca do wykonywania zdjęć 360°, przestała działać, jednak nie spowodowało to znacznej utraty jakości fotografii. Sonda osiadła na dnie niewielkiego krateru, co zmniejszyło zasięg widoczności.
Był to pierwszy obiekt, który przeprowadził badania fizyczne gruntu księżycowego.
Po w pełni udanej misji kontakt został utracony 28 grudnia o godzinie 6:13 na skutek wyczerpania baterii zasilających urządzenia.